# Chantal Banlier
Chantal Banlier, née le 10 juillet 1945 à Paris, est une actrice française.

## Filmographie partielle

### Cinéma
- 1968 : Baisers volés de François Truffaut : vendeuse du magasin de chaussures
- 1975 : L'Ibis rouge de Jean-Pierre Mocky : petit rôle
- 1983 : Mortelle randonnée de Claude Miller : une serveuse
- 1985 : L'Effrontée de Claude Miller : la serveuse au Perroquet
- 1987 : Vent de panique de Bernard Stora :
- 1988 : Drôle d'endroit pour une rencontre de François Dupeyron : Madame Richard
- 1988 : La Petite Voleuse de Claude Miller : Léa
- 1994 : Le Sourire de Claude Miller : Loulou
- 1998 : La Classe de neige de Claude Miller : Marie-Ange
- 1999 : Un pur moment de rock'n roll de Manuel Boursinhac : Henriette
- 2000 : Un dérangement considérable de Bernard Stora : Rose
- 2001 : Les Acteurs anonymes de Benoît Cohen : Chantal
- 2002 : Parlez-moi d'amour de Sophie Marceau : Christine
- 2002 : La Vérité sur Charlie (The Truth About Charlie) de Jonathan Demme : une policière sous couverture
- 2003 : Nos enfants chéris de Benoît Cohen : la boulangère
- 2004 : La Demoiselle d'honneur de Claude Chabrol : la caissière épicerie
- 2005 : Bonbon au poivre de Marc Fitoussi (court métrage)
- 2005 : La Vie est à nous ! de Gérard Krawczyk : Marguerite, la femme de la DDASS
- 2006 : Célibataires de Jean-Michel Verner : la mère de Ben
- 2006 : Qui m'aime me suive de Benoît Cohen : Françoise
- 2007 : 2 Days in Paris de Julie Delpy : une invitée à la galerie
- 2007 : Un secret de Claude Miller : Maria
- 2007 : La Vie d'artiste de Marc Fitoussi : Annick
- 2008 : Disco de Fabien Onteniente : Madame Sochard
- 2008 : Cliente de Josiane Balasko : Madame Mercier
- 2009 : Le Hérisson de Mona Achache : Maria Malavoin
- 2009 : Je suis heureux que ma mère soit vivante de Claude Miller et Nathan Miller : Chantal Duronnet, la voisine
- 2010 : Copacabana de Marc Fitoussi : Irène
- 2011 : Largo Winch 2 de Jérôme Salle : l'infirmière Jung
- 2013 : Demi-sœur de Josiane Balasko : Madame Lavreau

### Télévision
- 1971 : Les Enquêtes du commissaire Maigret de Claude Barma, épisode : Maigret en vacances : Sœur Aurélie
- 1990 : La Grande Dune de Bernard Stora
- 1997 : Rachel et ses amours de Jacob Berger : Zelpha
- 2000 : Les Jours heureux de Luc Béraud
- 2000 : Julie Lescaut, épisode 1 saison 9, L'école du crime d'Alain Wermus : mère Axel
- 2003 : Les Beaux Jours de Jean-Pierre Sinapi
- 2008 : Françoise Dolto, le désir de vivre de Serge Le Péron
- 2009 : Elles et Moi de Bernard Stora
- 2010 : Famille décomposée de Claude d'Anna
- 2011 : Isabelle disparue de Bernard Stora
- 2013 : La Dernière Campagne de Bernard Stora